# 新普拉托尼夫卡
49°25′51″N 37°38′29″E / 49.43083°N 37.64139°E
新普拉托尼夫卡（烏克蘭語：Новоплатонівка）是位於烏克蘭東部的村莊，由哈爾科夫州伊久姆區的博罗瓦市镇負責管轄。該村始建於1675年，面積2.37平方公里，海拔高度78米，2001年人口460，人口密度每平方公里194.5人。